# کلووردیل (کالیفرنیا)
کلووردیل (به انگلیسی: Cloverdale) شهری در شهرستان سونوما ایالت کالیفرنیا است که در سرشماری سال ۲۰۱۰ میلادی، ۸۶۱۸ نفر جمعیت داشته‌است.